# Kortnäbbad dunrall
Kortnäbbad dunrall (Sarothrura boehmi) är en fågel i familjen dunrallar inom ordningen tran- och rallfåglar.

## Utseende och läte
Kortnäbbad dunrall är en mycket liten ralliknande fågel. Hanen har rostrött huvud och svart kropp med kraftiga vita streck. Honan är mörkbrun med tvärbandning undertill. Spellätet är ett enkelt upprepat hoande. Snabbare serier kan också höras. Arten är lik strimmig dunrall och rödbröstad dunrall, men hanar har mer vitt under, med mindre rostrött på bröstet än rödbröstad dunrall, men mindre än strimmig. Honan är mörkare under. 

## Utbredning och systematik
Fågeln förekommer lokalt i våta gräsmarker i Centralafrika. Den behandlas som monotypisk, det vill säga att den inte delas in i några underarter.

### Familjetillhörighet
Tidigare placerades dunrallarna bland övriga rallar i familjen Rallidae, men DNA-studier visar att de är närmare släkt med simrallar och placeras därför i en egen familj. Vissa, som Birdlife International, behåller dock dunrallarna i rallarna.

## Levnadssätt
Kortnäbbad dunrall förekommer i säsongsvis översvämmande gräsmarker, ibland även på torrare mark. Den är mycket skygg och svår att få syn på.

## Status och hot
Arten har en liten världspopulation, men utbredningsområdet är stort. Den tros minska i antal, dock inte tillräckligt kraftigt för att den ska betraktas som hotad. Internationella naturvårdsunionen IUCN kategoriserar därför arten som livskraftig (LC).

## Namn
Fågelns vetenskapliga artnamn hedrar den tyske upptäcktsresanden och zoologen Richard Böhm. Tidigare kallades den böhmdunrall även på svenska, men tilldelades 2024 ett mer informativt namn av BirdLife Sveriges taxonomikommitté.

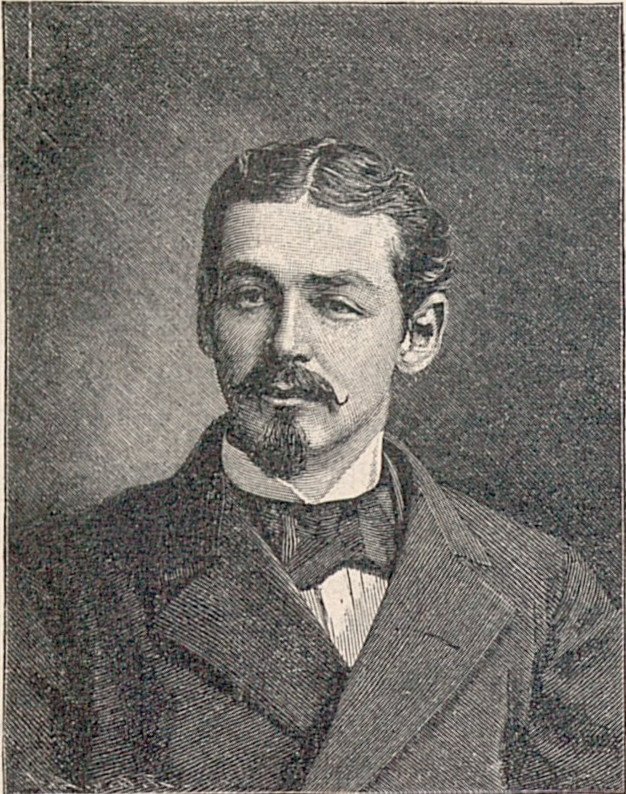
Fågeln vetenskapliga namn hedrar den tyske upptäcktsresanden och zoologen Richard Böhm.